# せとうち地域鉄道部
せとうち地域鉄道部（せとうちちいきてつどうぶ）は、広島県福山市の福山駅構内にあった西日本旅客鉄道（JR西日本）の鉄道部の一つである。岡山支社が管轄していた。

## 管轄路線
※管轄境界駅については、せとうち地域鉄道部が管理を担当していた駅を記載している。
- 山陽本線：新倉敷駅 - 糸崎駅間
  - 新倉敷駅・福山駅・尾道駅には管理駅長が、笠岡駅・松永駅・糸崎駅には地区駅長が配置される。
- 福塩線：福山駅 - 府中駅間
  - 府中駅には地区駅長が配置される。
- 山陽新幹線：新尾道駅
  - 新尾道駅には地区駅長が配置される。

## 組織体系

### せとうち乗務員センター
2015年4月まで山陽本線の列車を主として担当する糸崎乗務員センターと、福塩線の列車を主として担当する乗務員が所属する糸崎乗務員センター府中派出所があった。前者は糸崎運転区と糸崎車掌区が統合して発足したもので。後者は府中鉄道部の統合に伴い、同鉄道部の乗務員基地部門（前身は運転士は府中電車区、車掌は岡山車掌区福山派出所）が継承されたものである。
2015年5月に福山駅高架下に移転した際、せとうち乗務員センターに改称され、両者の人員と乗務範囲が統合された後、2017年6月の地域鉄道部廃止により支社直轄の福山列車区となった。

#### 本区
広島県三原市の糸崎駅構内にあり、運転士・車掌が配属されていた。
乗務範囲
- 運転士
  - 山陽本線：三石駅 - 三原駅間
  - 赤穂線：長船駅 - 東岡山駅間

- 車掌
  - 山陽本線：岡山駅 - 三原駅間
  - 福塩線：福山駅 - 府中駅間

また、以前は呉線経由で山陽本線の岩国駅まで通しで乗務する運用があった。

#### 府中派出所
乗務範囲
- 運転士
  - 福塩線：福山駅 - 府中駅間

- 車掌
  - 山陽本線：岡山駅 - 三原駅間
  - 福塩線：福山駅 - 府中駅間

## 歴史
- 1995年（平成7年）10月1日：鉄道部制度に伴い、地域鉄道部として発足[1]。糸崎運転区が統合され、糸崎乗務員センターとなる[2]。
- 2008年（平成20年）6月1日：鉄道部制見直しに伴い、府中鉄道部を統合する[3]。合わせて府中鉄道部の乗務員は、糸崎乗務員センター府中派出所属となる。
- 2015年（平成27年）5月1日：糸崎乗務員センター本区と府中派出を福山に移転・統合、せとうち乗務員センターに改称。
- 2017年（平成29年）6月1日：組織改正に伴い廃止される。同日からせとうち乗務員センターは福山列車区、福山施設管理センターは福山保線区、福山電気管理センターは福山電気区として岡山支社直轄となる。